# 中川勇斗
中川 勇斗（なかがわ はやと、2004年1月27日 - ）は、愛知県小牧市出身のプロ野球選手（捕手、外野手）。右投右打。阪神タイガース所属。

## 経歴

### プロ入り前
小牧市立味岡小学校1年生から味岡キングスで野球を始める。小牧市立味岡中学校時代は愛知尾州ボーイズに所属。
京都国際高校では1年秋からベンチ入りし、2年秋から正捕手に定着。2年秋の近畿大会では打率.393を記録した。1学年下の森下瑠大とバッテリーを組み、3年春には甲子園に出場。初戦の柴田高校戦で延長10回に決勝適時打を放ち、同校の甲子園初勝利に貢献した。同大会は2回戦の東海大菅生高校戦でサヨナラ負けを喫し敗退。3年夏の京都府大会では、決勝の京都外大西高校戦で4回に決勝の逆転2ランを放ち、同校初の夏の甲子園および春夏連続の甲子園出場に導いた。同夏の甲子園では初戦の前橋育英高校で2回に決勝ソロ、3回戦の二松學舍大附属高校戦で秋山正雲から2試合連続となる2ランを放つなどの活躍でベスト4進出に貢献。準決勝で前川右京擁する智辯学園高校に敗れた。高校の2学年上には上野響平、1学年上に釣寿生、早真之介がいる。
2021年のドラフト会議で阪神タイガースから7位指名を受けた。11月14日、契約金2000万円、年俸460万円で入団に合意した（金額は推定）。背番号は68。

### 阪神時代
2022年は、6月23日に行われたウエスタン・リーグの中日ドラゴンズ戦で、岡田俊哉から公式戦初本塁打を記録。一軍出場は無かったが、二軍では50試合に出場し、打率.295、3本塁打と、高卒1年目にして好成績を残し、契約更改では現状維持だったものの球団からは高い評価を受けた。
2023年は、5月30日にプロ入り初めて一軍昇格を果たす。梅野隆太郎、坂本誠志郎に次ぐ三番手捕手という立場で出場機会はなかったが、ブルペンで一軍投手の球を受けるなど経験を積み、6月9日に再び二軍に戻った。二軍では57試合に出場し、打率.265、3本塁打という成績だった。オフシーズンの11月25日からは台湾で開催されたアジア・ウインター・ベースボール・リーグに出場したが、11月29日の試合中に右足を負傷したために途中帰国した。
2024年も一軍出場はなかったが、二軍で70試合に出場し、打率.321、4本塁打、28打点という成績を残し打撃面でのアピールを続けた。11月12日には前年度から20万円増の推定年俸540万円で契約を更改した。秋季キャンプでは、人生初となる外野守備の練習にも取り組んだ。
2025年、4月30日の中日ドラゴンズ戦（バンテリンドーム ナゴヤ）で代打としてプロ初出場。5月6日の読売ジャイアンツ戦（東京ドーム）で「7番・左翼手」としてプロ初先発出場し、5回にプロ初安打を記録した。
8月7日の中日ドラゴンズ戦にてプロ初の5番でのスタメンに抜擢され第1打席にプロ初ホームランを記録した。

## 選手としての特徴
安定したスローイングとフレーミングが持ち味の捕手。フレーミングにおいては、試合中に球審の癖を察知して捕球動作に変化を加えているという。
打撃では、身長172cmと小柄ながら高校通算18本塁打を記録する長打力を秘める。二塁送球1.8秒台、50m6秒2。

## 人物
- 憧れの野球選手はトニ・ブランコ[28]。

## 詳細情報

### 背番号
- 68（2022年[13] - ）

### 記録
初記録
- 初出場、初打席：2025年4月30日、対中日ドラゴンズ4回戦（バンテリンドーム ナゴヤ）、7回表に島本浩也の代打として出場。齋藤綱記から四球[22]
- 初先発出場：2025年5月6日、対読売ジャイアンツ8回戦（東京ドーム）「7番・左翼手」として先発出場[23]
- 初安打：同上、5回表に石川達也から三塁内野安打[24]
- 初本塁打・初打点：2025年8月7日、対中日ドラゴンズ15回戦（バンテリンドーム ナゴヤ）、2回表に金丸夢斗から左越ソロ